# Laevophiloscia lowryi
Laevophiloscia lowryi är en kräftdjursart som beskrevs av Albert Vandel1973. Laevophiloscia lowryi ingår i släktet Laevophiloscia och familjen Philosciidae. Inga underarter finns listade i Catalogue of Life.